# Trenci

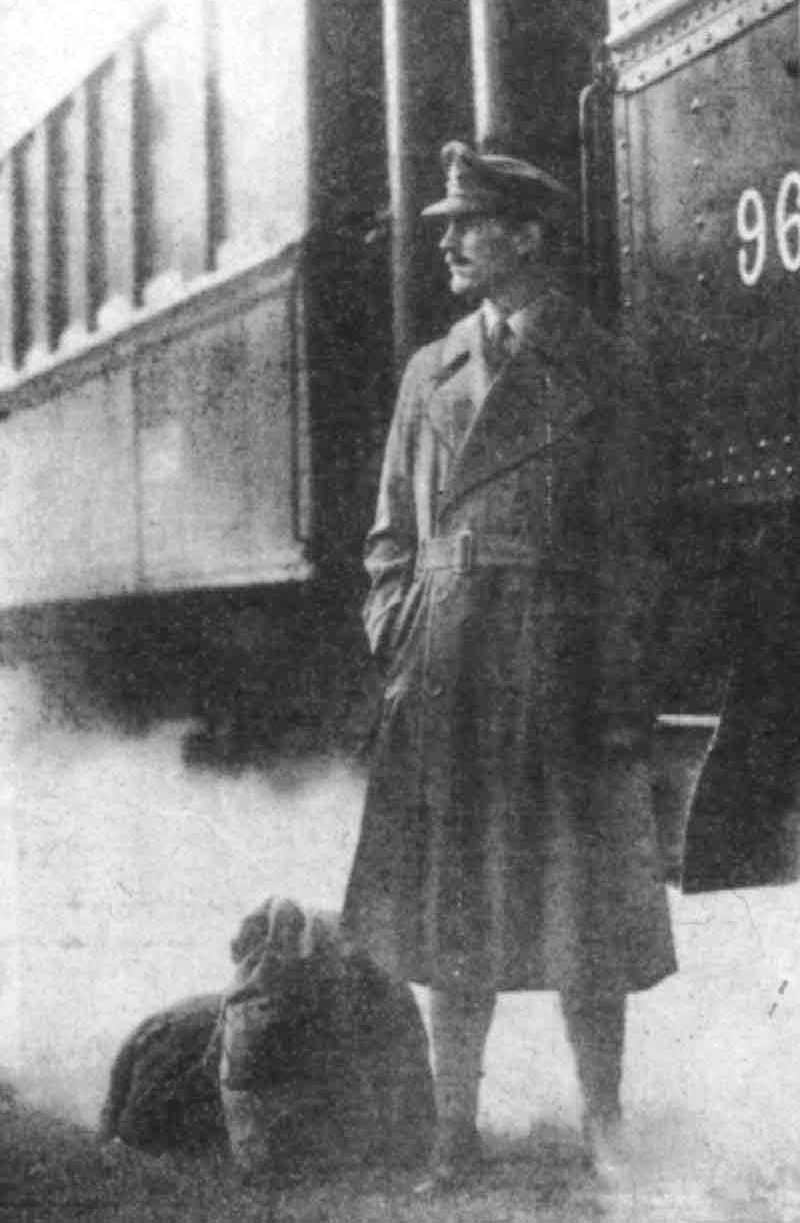
Ofițer britanic purtând un trenci în Primul Război Mondial

Un trenci (numit și trencicot) este un pardesiu confecționat dintr-un material impermeabil.